# Csillagh család (csáfordi)

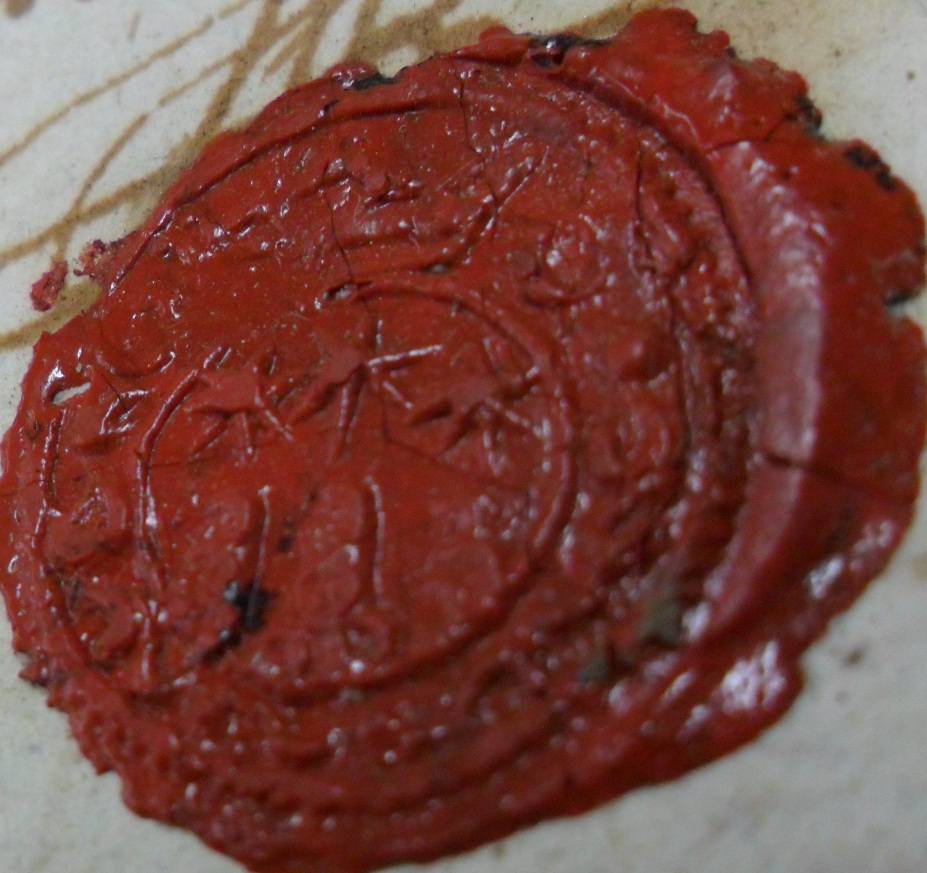
Csáfordi Csillagh Lajos (1789–1860) zalai első alispán címeres viaszpecsétje

A csáfordi Csillagh család Zala vármegyei nemesi család, amely a 20. század elején kihalt. A család utolsó élő tagja iszkázi Árvay Lajos zalai alispánné csáfordi Csillagh Sarolta (1860–1935) asszony volt.

## Család története
A család hagyománya szerint a Csillagh család Szentgrót várának egy várkapitányától vette eredetét. 1625-ben Csillag Györgyöt a Kanizsa vár ellen épített erődék pénztárnokául nevezték ki, 1630-ban Zala vármegye szolgabírája volt. 1607-ben Felső és Alsó csáfordon földbirtokosként szerepelt nemes "Chillagh Lukács", azonban nem ismeretes a családi kötelék a két család között. A családi legendárium szerint idősebb Csillagh Ádám a 18. században az udvar kegyeinek megszerzése végett a Stern nevet vette fel; az akkori nemesi összeírások alkalmával is úgy szerepelt, mint „Adamus Csillagh aliter Stern." Utódai azonban már nem használták a német nevet, hanem a "Csillagh" vezetéknevet.
A Csillagh család legelső ismert egyenesági őse Kristóf fia, nemes Stern Ádám volt aki 1739. június 26.-án, földbirtokadományt kapott III. Károly magyar királytól Bekeházára, Egervölgyére, Porságodra, valamint Alsóebergényre, amelyek Zalaegerszeg környékén feküdtek. Stern Ádám és felesége Duvalli Katalin (1712–1782) Bekeházán lakott, amely a család virágzó fészke volt. 1750-ben Stern Ádám és sógornője özvegy Stern Istvánné egyezséget kötöttek a zalaegerszegi postamesterségről és egyéb vagyonjogról; ekkor Stern Ádám, már használta a családi címerét a viaszpecsétjében, amelyet később unokája, Csillagh Lajos is használt. 1752-ben Stern már Csillagh Ádámként szerepelt, és a zalaegerszegi postamester.Idősebb Csillagh Ádám egerszegi postamester 1758-ban igazolta nemességét. Csillagh Ádámné Duvalli Katalin pedig 1761-ben már özvegy. A Mária Terézia úrbérendezés korában özvegy Csillagh Ádámné Duvalli Katalin Bekeházán 97 úrbéri holdas birtokkal és 10 jobbággyal rendelkezett, valamint Ebergényen 11 zsellére volt.
A csáfordi Csillagh családnak egy állítólagos ága 1791. február 24-én újabb nemesség, valamint címer adományozásban részesült II. Lipót magyar királytól. Az adományt Chillagh János a Magyar Kamara levéltárosának, illetve fivéreinek, Chillagh Ferenc Arad vármegye táblabírájának, Chillagh Pál a Királyi Kúria hivatalának és levéltárának lajstromozójának, valamint Chillagh Zsigmond a Ferdinánd főherceg-ezred kadétjának adta az uralkodó. Chillagh Pál a Királyi Kúria hivatalának és levéltárának lajstromozója egy leányt nemzett, csáfordi Csillagh Jozefát, aki a felesége lett gróf szentgyörgyi Hugonnai Zsigmond (1770–1824) aranysarkantyús lovagnak; Hugonnai Zsigmond gróf eredetileg a "szentgyörgyi Horváth Zsigmond" név alatt született de 1810-ben Hugonna községre királyi adománylevelet kapott, és ezzel együtt engedélyt, hogy nevét "Hugonnai"-ra változtathassa. Szintén ő volt, akinek 1822. június 14-én grófi címet adományozott I. Ferenc magyar király. A közös gyermekek római katolikus keresztelői bejegyzésében az anya szinte mindegyiken szerepelt mint "csáfordi Csillagh Jozefa". A pontos rokoni szálak a 18. és 19. században élt Zala megyei ággal nem ismeretesek.

### Ifjabb Csillagh Ádám ága

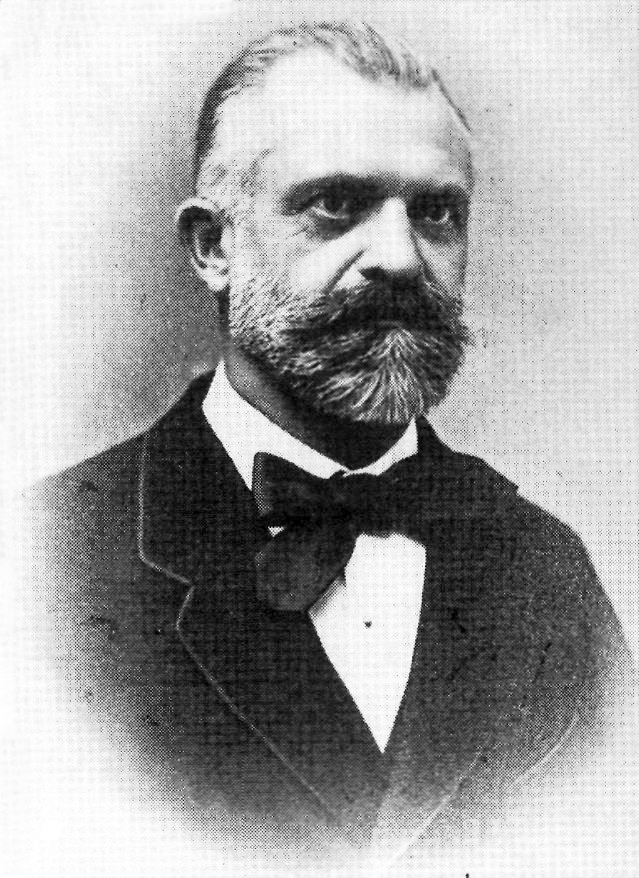
Csáfordi Csillagh László (1824–1876) a királyi kúria legfőbb ítélőszéki osztályú bírája, az Igazságügyi minisztérium osztálytanácsosa Zalai vm. első alispánja, táblabíró, földbirtokos

Idősebb Csillagh Ádám és Duvalli Katalin egyik gyermeke csáfordi Csillagh Ádám (1739–1798), zalaegerszegi postamester, földbirtokos, aki 1786 és 1798 között Zala vármegye főadószedője volt. 1766 november 16-án Zalaboldogfán feleségül vette a boldogfai Farkas családból származó boldogfai Farkas Annát (1746–1804), akinek a szülei boldogfai Farkas Ferenc (1713–1770), zalai alispán, földbirtokos és a tekintélyes nemesi barkóczi Rosty családból való barkóczi Rosty Anna (1722–1784) voltak. Boldogfai Farkas Ferenc alispánné Rosty Anna az előkelő ősrégi osztopáni Perneszy családnak, a zalalövői Csapody családnak, valamint csébi Pogány családnak leszármazottja volt. Csillagh Ádám és boldogfai Farkas Anna házassága révén jelentős anyai ágon örökölt vagyon jutott a családba, ahogy szerepel ez a tény boldogfai Farkas Ferencné Rosty Anna 1779-ben megírt végrendeletében. Csillagh Ádámné Boldogfai Farkas Anna lányának hagyta a ságodi és páli birtokrészeket, a mártonfalvi, szentmártoni régi járt földekkel, minden rétekkel, úgyszintén a teskándi, dobronyi, szenterzsébeti gabonatizeddel, ugyan a dobronyi hegyvám szolgálatokkal, és a baka réttel együtt is.
A Csillagh család központja a bekeházi birtoka volt. Boldogfai Farkas Anna 14 gyermekkel áldotta meg őt; azonban csak négy érte el a felnőttkort: Csillagh Ádám és boldogfai Farkas Anna fia, Csillagh Ferenc (1768–1788) alig 20 évesen hunyt el; fivére, csáfordi Csillagh László (1772–1799), zalai esküdt, Gétyén 1798 október 25-én feleségül vette nemes Nunkovics Katalin (1785–1845) kisasszonyt, nemes Nunkovics József, gétyei birtokos, és Vezerics Julianna lányát, azonban a fiatal nemes úr alig 14 hónap a házassága után hirtelenül elhunyt; az özvegye, Nunkovics Katalin ezután 1803. május 17-én Gétyén férjhez ment tarródi és németszecsődi Tarródy Lajos (1778–1834) a veszprémi káptalan első ügyvédjéhez. Csillagh Ádám és boldogfai Farkas Anna lánya, csáfordi Csillagh Anna Katalin (1780–1808) volt, akinek a férje marosi Nagy Ferenc (1775–1835), táblabíró, mihályfai birtokos volt. Marosi Nagy Ferenc szülei marosi Nagy András (1742–1798), földbirtokos és annak az első felesége parragi Parraghy Anna (1747–1782) voltak. 1816-ban marosi Nagy Ferenc táblabíró, az elhunyt nejétől származó bekeházai, pórságodi, teskándi, szenterzsébeti, és nagypáli birtokrészeit eladta sógorának Csillagh Lajosnak. A másik fiúgyermeke Csillagh Ádámnak és boldogfai Farkas Annának, aki tulajdonképpen tovább vitte a családot, az csáfordi Csillagh Lajos (1789–1860), Zala vármegye alispánja volt. Csillagh Lajosnak az első neje, a nemesi iszkázi Árvay családból való iszkázi Árvay Anna (1794–1813), iszkázi Árvay Lajos és a miskei és monostori Thassy család sarja miskei és monostori Thassy Terézia Nepomucena (1768–1810) lánya volt. Felesége halála után, Csillagh Lajos 1819. január 7-én, Zalaegerszegen feleségül vette nemes Koppány Borbálát (1801–1880), akinek a szülei nemes Koppány József (1753–1818), egerszegi várnagy, és hottói Nagy Magdolna (1772–1814) volt. Csillagh Lajos 1825 és 1829 között egerszegi alszolgabíró volt, majd 1830 és 1834 között főszolgabíró. Később 1837 és 1848 között zalai másodalispán és a forradalom kitörése után 1848 és 1849 között zalai első alispán volt.
Csillagh Lajos alispán második feleségétől, nemes Koppány Borbálától, származott csáfordi Csillagh László (1824–1876), akinek a felesége korongi és tropóczi Gombossy Judit (1827–1893), akinek a szülei korongi és tropóczi Gombossy Pál, táblabíró, andráshidai birtokos, és farkaspatyi Farkas Julianna (1789–1847) voltak. Csillagh Lászlóné Gombossy Judit anyai ági felmenői között volt a sidi Sidy család, a szenterzsébeti Terjék család, és a zicsi Zichy család köznemesi ága. Csillagh László 1861-ben egerszegi főszolgabíró volt és majd 1865 és 1867 között zalai másodalispán. Az egyik leánytestvére, csáfordi Csillagh Mária Konstantina (1826–1920), rósásszegi Rósás Lajos (1826–1894) árvaszéki elnök felesége volt; egy másik csáfordi Csillagh Franciska Mária (1833–1881) hottói Nagy József (1827–1883), táblabíró, 1848-as honvédtiszt neje volt, csáfordi Csillagh Mária (1834–1884), salomvári Vizy Gyulához (1832–1902), királyi járásbíró és törvényhatósági bizottsági tagjához ment férjhez. Csillagh Lajosnak és Koppány Borbálának egy másik fia, csáfordi Csillagh Gyula (1829–1904), aki 1857. február 14.-én feleségül vette Boncódföldén hottói Nagy Etelka (c.1834–†1915) kisasszonyt; Csillagh Gyuláné hottói Nagy Etelka szülei hottói Nagy Antal (1785–1852), táblabíró, földbirtokos, és farkaspatyi Farkas Mária Anna (1791–1855) voltak. Csillagh Gyula a belovári katonaintézetben nevelkedett és uhlánus tiszt volt, és mint főhadnagy távozott a hadseregből. Idősebb korában a bekeházi földbirtoka mellett, a Vlassics utca 29.-es szám alatt volt egy háza Zalaegerszegen. Csillagh Gyula "Zalamegyei Gazdasági Egyesület" tagja volt. A gyászjelentése szerint csáfordi Csillagh Gyula volt a család utolsó férfi tagja. Csillagh Gyula elmaradhatatlan alakja volt a zalai közgyűléseknek, tevékeny részt vett minden megyei érdekű és politikai mozgalomban; mindig és mindenütt a legszélsőbb ellenzéki álláspontot képviselte. Heves, lelkesülő természet volt, tele rajongással a magyarságért.
Női ágon Csillagh László és Gombossy Judit leányaiban halt ki a család: iszkázi Árvay Lajos (1852–1924) zalai alispánnak a felesége, csáfordi Csillagh Sarolta (1860-1935); csáfordi Csillagh Kornélia (1861–1884), aki hajadonként halt meg és csáfordi Csillagh Mária Matild Szidónia (1864-1906),> akinek az első férje, iszkázi Árvay István (1854–1887) zalai ügyvéd, és a második, dr. Jakobi Lányi Bertalan (1851–1921) jogász, igazságügyminiszter volt. A család néhány ízben a "csáfordi" nemesi előneve mellett az "ebergényi" előnevet is használta; Árvay Lajosné Csillagh Sarolta a gyászjelentésében úgy szerepelt mint "ebergényi és csáfordi Csillagh Sarolta". A család 1739-ben a Zala megyei Ebergényre kapott adományt és erre hagyatkozva vették használatba az előnevet.

## Hugonnai Zsigmond grófné és rokonsága
A szentgyörgyi gróf Hugonnai családnak az ősanyja a pesti belvárosi római katolikus anyakönyvek bejegyzései szerint "csáfordi Csillagh Jozefa" volt. A jelenleg ismert források alapján nem lehet őt a zalamegyei csáfordi Csillag családdal összekapcsolni. Csillagh Jozefa Évát 1788. június 30-án keresztelték meg a budavári plébánián; szülei Csillagh Pál, Királyi Kúria hivatalának és levéltárának lajstromozója és Muray Anna voltak. A királyi könyvek szerint, az 1822. február 15-én I. Ferenc magyar király által megengedett névváltoztatásnál szentgyörgyi Horváth/Hugonnay Zsigmond felesége Csillag Jozefa, akinek az apja "Korpics másképp Tóth másképp Csillagh Pál" volt. Az ott szereplő adatok szerint az újabb nemesség és családi címer adományozásában részesültek Chillagh János, Magyar Kamara levéltárosa, fivére Chillagh Ferenc Arad vármegye táblabírája, Chillagh Pál Királyi Kúria hivatalának és levéltárának lajstromozója, valamint Chillagh Zsigmond a Ferdinánd főherceg-ezred kadétja, akik 1791. február 24-én II. Lipót magyar királytól szerezték meg. Ha ezek a Chillagh testvéreknek a családja valójában Zala vármegyétől szakadtak el és később újabb nemesség adományban részesültek-e nem megállapítható. Ha valójában nem volt vér szerinti rokona a zalai családnak, Hugonnay Zsigmond grófné Csillagh Jozefa esete, arról lehetne szó, hogy az 1800-as évek elején ők maguk tévesen állapították meg a "csáfordi" nemesi előnevet az anyakönyvezéskor.

## A család jelentősebb tagjai
- csáfordi Csillagh Ádám, zalaegerszegi postamester, földbirtokos
- csáfordi Csillagh Ádám (1739–1797), Zala vármegye főadószedője, alügyésze, földbirtokos.
- csáfordi Csillagh Lajos (1789–1860) zalai első alispán, táblabíró, földbirtokos.
- csáfordi Csillagh László (1824–1876) a királyi kúria legfőbb ítélőszéki osztályú bírája, az Igazságügyi minisztérium osztálytanácsosa, Zala vármegye első alispánja, táblabíró, földbirtokos.
- csáfordi Csillagh Gyula (1829–1904), főhadnagy, vármegye bizottsági tag, földbirtokos, a "Zalamegyei Gazdasági Egyesület" tagja, földbirtokos. A csáfordi Csillagh család utolsó férfi tagja.

## A család címere
A családi címerleírás: „Kék pajzson, zöld hármas halom, három hatágú arany csillaggal mindegyiknek a tetején.” Sisakdísz: hatágú arany csillag.

## Az eddig ismert családfa
Stern Kristóf
- A1 csáfordi Csillagh (Stern) Ádám, zalaegerszegi postamester, 1739. június 26.-án adományt szerzett III. Károly magyar királytól, egerszegi postamester, földbirtokos. Felesége: Duvalli Katalin (*1712.–†Bekeháza, 1782. november 1.)
  - B1 Ádám (*1739. –†Boldogfa, 1797. szeptember 22.), Zala vármegye főadószedője, első alügyésze, földbirtokos. Felesége: boldogfai Farkas Anna (*Boldogfa, 1746. június 9. –† Bekeháza, 1804. február 26.).
    - C1 Anna (*Bekeháza, 1767. augusztus 30.–†?)
    - C2 Ferenc  (*Bekeháza, 1768. november 8.–†Bekeháza, 1788. augusztus 24.)
    - C3 József (*Bekeháza, 1770. január 31.–†Bekeháza, 1772. március 14.)
    - C4 László (*Bekeháza, 1772. június 19.–†Boldogfa, 1799. december 24.) zalai esküdt. Felesége: nemes Nunkovics Katalin (*Gétye, 1785. december 30.–†Gétye, 1845. december 10.)
    - C5 András (*Bekeháza, 1773. november 20.–†?)
    - C6 Erzsébet (*Bekeháza, 1774. november 20.–†Bekeháza, 1780. november 8.)
    - C7 József (*Bekeháza, 1777. február –†?)
    - C8 Anna Katalin (*Bekeháza, 1780. augusztus 25.–†Mihályfa, 1808. szeptember 20.). Férje: marosi Nagy Ferenc (*Mihályfa, 1775. október 11.–†Mihályfa, 1835. május 14.), táblabíró, mihályfai földbirtokos.
    - C9 Borbála (*Bekeháza, 1781. szeptember 22.–† Bekeháza, 1788. augusztus 31.)
    - C10 Katalin (*Bekeháza, 1782. október 26.–†?)
    - C11 Magdolna  (*Bekeháza, 1784. július 14.–†Bekeháza, 1786. július 7.)
    - C12 András István (*Bekeháza, 1785. november 9.–†?)
    - C13 Lajos (Bekeháza, 1789. július 20. – Bekeháza, 1860. december 14.) Zala vármegye első alispánja az 1848-as szabadságharc alatt, táblabíró, birtokos. 1. felesége: iszkázi Árvay Anna (*1794. –†Bekeháza, 1813. január 17.). 2. felesége: nemes Koppány Borbála (*Zalaegerszeg, 1801. január 6.–†Zalaegerszeg, 1880. október 23.).
      - D1 (1. házasságból) János (*1810–†Zalaboldogfa, 1818. július 1.)
      - D2 (1. házasságból) Jozefa Judit (*Bekeháza, 1813. január 10.–†Pusztamagyaród, 1859. december 11.). Férje: óhídi Szigethy Dániel Márton (*Kemeneshőgyész, 1799. október 31. –†Pusztamagyaród, 1856. március 11.), táblabíró, a szántói járás főszolgabírája, földbirtokos.
      - D3 (2. házasságból) Mária Szidónia (*Bekeháza, 1819. november 26. –†Bekeháza, 1820. október 20.)
      - D4 (2. házasságból) Eleonóra Anna (*Bekeháza, 1821. március 23.–†Bekeháza, 1857. január 21.), földbirtokos. Hajadon kisasszony.
      - D5 (2. házasságból) Mária Etelka (*Bekeháza, 1823 január 3.–†Bekeháza, 1823. szeptember 4.)
      - D6 (2. házasságból) László Gábor (*Bekeháza, 1824. április 19.–†Budapest, 1876. december 11.), Zala vármegye alispánja, országgyűlési képviselő. Felesége: koronghi és tropóczi  Gombossy Judit Karolina (*Andráshida, 1827. december 11.–†Bekeháza, 1892. január 13.).
        - E1 Sarolta Paulina Borbála (*Bekeháza, 1860. február 26.–†Budapest, 1935. november 26.). Férje: iszkázi Árvay Lajos (*Zalaegerszeg, 1852. december 31.–†Zalaegerszeg, 1924. augusztus 1.), Zala vármegyei alispán.
        - E2 Kornélia Ilona Zsófia (*Bekeháza, 1861. október 14.–†Zalaegerszeg, 1884. május 11.), aki fiatal korában hajadonként hunyt el.
        - E3 Mária Matild Szidónia (*Bekeháza, 1864. március 13.–†Budapest, 1906. április 30.). Első férje: iszkázi dr. Árvay István (*Zalaegerszeg, 1854. június 4.–†Zalaegerszeg, 1887. május 1.), jogász, ügyvéd; második férje, dr. Jakobi Lányi Bertalan (1851-1921) jogász, igazságügyminiszter volt.

      - D7 (2. házasságból) Mária Konstancia (*Bekeháza, 1826. március 7.–†Zalaegerszeg, 1920. szeptember 5.). Férje, rósásszegi Rósás Lajos (*Zalaegerszeg, 1826. augusztus 24.–†Bekeháza, 1894. december 3.), árvaszéki elnök.
      - D8 (2. házasságból) Kálmán Géza (*Bekeháza, 1827. december 2.–†Bekeháza, 1830. augusztus 30.)
      - D9 (2. házasságból) Elek Gyula (*Bekeháza, 1829. január 31. –†Zalaegerszeg, 1904. augusztus 16.), főhadnagy, vármegye bizottsági tag, földbirtokos, a "Zalamegyei Gazdasági Egyesület" tagja. A csáfordi Csillagh család utolsó férfi tagja. Felesége: hottói Nagy Etelka (1834. –†Zalaegerszeg, 1915. november 6.).
        - E1 Gizella Rozália (*Bekeháza, 1858. március 14.–†?)
        - E2 Mária Paulina Borbála (*Bekeháza, 1859. június 2.–†?)

      - D10 (2. házasságból) Franciska Mária (*Bekeháza, 1833. február 23.–†Hottó, 1881. április 19.). Férje: hottói Nagy József (*Andráshida, 1827. szeptember 23.–†Hottó, 1883. március 31.) 1848-as honvédtiszt, földbirtokos.
      - D11 (2. házasságból) Mária (*Bekeháza, 1834. március 20.–†Zalaegerszeg, 1884. május 23.). Férje: salomvári Vizy Gyula (*Salomvár, 1832. május 3.–†Zalaegerszeg, 1902. május 6.), királyi járásbíró.
      - D12 (2. házasságból) Lajos (*Bekeháza, 1835. szeptember 9.–†Bekeháza, 1836 február 25.)
      - D13 (2. házasságból) Karolina (*Bekeháza, 1837. február 6. –†1862. április 25.), földbirtokos. Hajadon kisasszony.

    - C14 Judit (*Bekeháza, 1790. november 26.–†Bekeháza, 1793. május 7.)

  - B2 Eleonóra. 1. férje nemes Vörös József. 2. férje, nemes Somogyi József.
  - B3 Imre (*1740 –†Bekeháza, 1788. november 7.). Felesége, Lampert Erzsébet.
    - C1 Antal (*Bekeháza, 1783. június 1. –†?)
    - C2 Anna (*Bekeháza, 1786. szeptember 19. –†Bekeháza, 1786. október 8.)
    - C3 Rozália (* Bekeháza, 1784. szeptember 24.–†?)